# 赵凤
赵凤（9世纪—935年），五代十国时期政权后唐的官员，唐明宗年间为宰相。

## 家世及后唐建立前
因赵凤在死前不久的934年曾称自己年已过五十，他可能生于唐僖宗年间的870年代末或880年代初，但具体年份不可考。他是幽州人氏。年轻时，他就成为一个儒者。他后来被称为进士，可能在唐朝年间也通过了科举考试。
幽州最终为卢龙节度使刘守光所制，刘守光成为接替唐朝的后梁朝名义上的附庸并受封燕王之后，决定尽量多地招兵入伍，并在他们脸上刺字。很多儒生都害怕遭到这样的命运而为僧，赵凤也在其中，也落了髮，随后逃到燕的邻邦晋国，成为同样逃到晋国以避其兄的刘守光之弟刘守奇的宾客。
天祐九年（912年），刘守光已称帝，建立了独立的帝国，正月，晋王李存勖派蕃汉马步总管周德威统军大举攻燕，刘守奇也从军。周德威围燕国的涿州时，刺史刘知温起初守城，但当刘守奇出现在城下说服他投降时，他投降了。周德威嫉妒刘守奇轻易成功，向李存勖谗言构陷。李存勖召见刘守奇，刘守奇不知他意欲何为，与赵凤和另一客人刘去非逃到后梁。后梁太祖任刘守奇为博州刺史，赵凤随他就任，被刘守奇表为判官。史书没有记载后来乾化三年（913年）后梁夺取燕国的顺化军并任刘守奇为节度使时，赵凤是否也随之赴任，但记载了当刘守奇随后过世后，赵凤成为天平军节度判官。

## 后唐年间

### 唐莊宗年间
龙德三年（923年）四月，李存勖建立后唐朝，称帝，即后唐莊宗，自称唐朝的合法继承者。闰四月，后唐军在莊宗养兄李嗣源指挥的一场渡过黄河的奇袭中攻破天平军军部郓州。诸军濠寨使张廷蕴俘获赵凤，讯问说：“你状貌必是儒人，不要隐瞒实情。”赵凤据实以告，张廷蕴引荐于李嗣源，李嗣源令将赵凤和同时被俘的知州事节度副使崔筜送往莊宗当时所在的兴唐行在，推荐赵凤。莊宗早先知道赵凤的声誉，任为翰林学士、中书舍人、行尚书仓部员外郎，又任为扈銮书制学士。十月，他灭梁，拜赵凤为礼部员外郎、仓部郎中、知制诰、充翰林学士。
庄宗年间，赵凤以向莊宗直言闻名，莊宗虽然欣赏，但很少采纳。如同光二年（924年）十二月，莊宗刘皇后因为很富有的前后梁官员张全义给了她很多礼物，想认他为义父，要赵凤写信答谢张全义，定下往来仪注。赵凤却秘密上奏莊宗：“自古没有天下之母拜臣子为父的。”莊宗表扬了他的直言，却仍然允许刘皇后和张全义认亲。张全义养子郝继孙犯法当死，莊宗亲近的宦官、伶人等想没收郝继孙可观的财富。赵凤又上书说：“郝继孙作为张全义的养子，不应该有独立的财富，没收他的家产会造成一种处死他是为了夺其财的印象。”显然莊宗也没采纳此次建议。
同光初年，赵凤在朝上推荐自己的朋友剧可久，使其得补徐州司法。
庄宗幸洛阳，赵凤曾与同僚刘昫、峤等议唐高祖、唐太宗庙在洛阳北，请庄宗自己拜庙，让天下知敬祖奉先之道。宰相豆卢革耻于自己举措失当，使得此事不行，为时人所讥笑。

### 唐明宗年间
四年（926年），在刘皇后下令杀大将郭崇韬后，出现了一系列兵变并最终导致都城洛阳的一起兵变，四月，莊宗被杀。领导了其中一起兵变的李嗣源到了洛阳，先称监国，然后登基，即明宗。明宗不识文字，枢密使安重诲虽然识字，但也不完全通晓文史，明宗因而在回应奏章时遇到困难。在安重诲和另一枢密使孔循建议下，五月，明宗设置端明殿学士，以备顾问，任赵凤和冯道为此职。十月，他被任为户部侍郎，依前充职。当月，明宗问赵凤进奏官的级别，赵凤答是派来送信的低级将领。当时，端明殿学士排班在翰林学士之下，赵凤转侍郎时说服宰相任圜等，于是天成二年（927年）正月，诏定端明殿学士班在翰林学士之上。二月，以赵凤为兵部侍郎，依前充职。
赵凤为安重诲所荐，同时和任圜交好，但安重诲视任圜为政敌，当年，显然在他的煽动下，任圜被罢相。同年稍迟，安重诲认定任圜卷入宣武节度使朱守殷叛乱，说服明宗赐任圜自尽。十月，赵凤不顾安重诲的权势，哭着对他说：“任圜是义士，怎么可能作乱？公如此滥用刑罚，凭什么管理国家？”安重诲为赵凤的说辞所惭，笑而不责，但这番说辞显然无益，任圜仍被赐死。冬季，赵凤权知贡举。
明宗登基前，看相者周玄豹曾说他贵不可言。明宗登基后，十二月，想召周玄豹入见。赵凤反对，说：“周玄豹说陛下会成为天子，现在已经应验，还有什么事能问他吗？如果请他来京师，轻躁狂险之人将蜂拥到他家问以吉凶。自古以来，术士妄言让很多人灭了族，这不是安邦之道。”于是明宗仅除周玄豹光禄卿致仕，厚赐金帛，没有召他。
先前十月，明宗曾短暂把朝廷从洛阳迁到东都开封，正是此举导致时任宣武节度使朱守殷认为此举是针对自己而作乱。天成三年（928年），明宗又想迁往邺都（即兴唐）。当时扈驾诸军的家属刚从洛阳迁到开封，眼看又要迁到邺都，诸军因而不悦。此外，军阀义武军节度使王都也认为此举是针对他的，也准备抵抗。尽管如此，绝大部分官员不敢反对明宗迁都。赵凤将这些情况告诉安重诲并直言，得安重诲认可；安重诲将赵凤的建议告诉明宗，明宗停止了迁往邺都的计划。十一月，明宗问赵凤：“帝王为何赐人铁券？”赵凤对：“与之立誓，令其子孙长享爵禄罢了。”明宗说：“先朝受此赐者三人，郭崇韬、李继麟不久都被族灭，朕涉险得脱罢了。”于是叹息很久。赵凤说：“帝王心存大信，不需要刻之于金石。”
先前，当年春，有僧人游西域，献给明宗佛牙，明宗赏赐他达数千缗。赵凤说，世传佛牙水火不能伤，请求验证真伪。他用斧头砍佛牙，佛牙很容易就碎了。明宗便停止了对那个僧人的赏赐。
当年春赵凤知贡举，将考场利弊报告明宗，明宗于是下敕：进士帖经通三即可，五科试本业后对策全精即可，诸经学帖经及格后于大经阁用试纸考试五义尚书，令其直解其理，通三即可，对策需要有理有主旨，言关体要。
九月，膳部郎中郑兟奏，诸司使职掌人吏，乘暖坐，带银鱼、席帽、轻衣、肥马，位列廷臣之间，尊卑无别，污染时风，请下令禁止。明宗嘉其事，促行之，中书覆奏不可，赵凤对宰相们说：“此失诚，大不可；不禁，为权吏所庇。”此事最终无果。
天成四年（929年）二月，以赵凤权知汴州军州事。赵凤修《庄宗实录》不收录何挺论刘昫疏，刘昫拜相，就引荐赵凤一同拜相。四月，明宗拜时任端明殿学士、兵部侍郎、中大夫、上柱国、赐紫金鱼袋的赵凤为正议大夫、门下侍郎兼工部尚书、授同中书门下平章事、监修国史、上柱国，封天水县开国男，食邑三百户，拜为宰相。这引起和赵凤同为翰林学士的于峤不满。于峤曾与赵凤相善，但自认为比赵凤更能干。他和另一官员萧希甫因而数次上表非议时政，尤其针对赵凤。赵凤记恨，却不发作。于峤和邻居争水井，激怒安重诲，赵凤就在安重诲命令下左迁于峤为秘书少监。于峤想找赵凤议论此事，带了酒去赵凤家，想和赵凤喝酒谈说。赵凤知道于峤来意，让省吏以在洗澡为由拒绝会见，于峤怒而诟骂省吏并在省吏门口撒尿。省吏却对赵凤说，于峤诟骂赵凤并在赵凤官邸门前撒尿。赵凤据此上表章报告明宗，明宗剥夺于峤官职，先长流武州为百姓，十一月又长流振武军永不任用，天下冤之。
先前，赵凤就曾奏请修唐末四帝实录、修典礼。七月，赵凤奏：“奉敕修懿祖、献祖、太祖、庄宗四帝实录，从今年六月一日开始，已经修完了进呈。纂述务必合乎品题。承乾御宇之君行事才称实录；追尊册号之帝的行文只可纪年。所修的史书现在想只有庄宗一朝为实录，太祖以上都为纪年录。”获准。八月，兼判集贤院事。九月，明宗御中兴殿，看着宰相们问近日时事，冯道奏近来无事，赵凤进言：“《诗》云：‘靡不有初，鲜克有终。’愿陛下常以此道始终，则运祚无穷矣。”十一月，史官修撰张昭远等献上新修献祖纪年录二卷、懿祖纪年录一卷、太祖纪年录十七卷、《庄宗实录》三十卷，赵凤、张昭远、修撰吕咸休分别获赐缯彩、银器等有差。赵凤获赐杂彩五十匹、盖碗一副。
明宗将去南郊祭祀，之前斋戒一日，群臣在殿廷学礼，冯道、赵凤、皇子河南尹秦王李从荣、安重诲在月华门外排班，时任左散骑常侍的萧希甫与两省班先入，冯道等坐在廊下不起身，萧希甫出去后召堂头直省朝堂驱使官责问宰相、枢密见两省官为何不起，并大骂，托病回家。兵部侍郎承旨李愚为冯道、赵凤起草加恩诏书，冯道鄙视他的措辞，罢为太常卿。
赵凤拜相后，和张廷蕴关系很好，数次对安重诲推荐他，安重诲也因张廷蕴苦战胜过诸将，保荐于明宗。但明宗因之前平定杨立兵变时张廷蕴独占平乱之功而怀恨，没有重用张廷蕴。
长兴元年（930年）四月，加赵凤吏部尚书。当月，和明宗养子河中节度使李从珂有旧怨的安重诲指使李从珂下属牙内指挥使杨彦温兵变，意图陷李从珂于罪。李从珂被迫逃到洛阳。杨彦温兵变平息后，安重诲试图让冯道和赵凤建议明宗惩罚李从珂不能驭军之罪，赵凤引用《春秋》，但被明宗驳回，指出这并非二人的意思，二人惶恐而退。赵凤改天在中兴殿明宗会见宰相时按安重诲的意思再奏此事，明宗不回答，最后只是让李从珂闲居家中。同月，赵凤以银青光禄大夫、门下侍郎兼吏部尚书、同中书门下平章事、监修国史、判集贤院事、上柱国、天水郡开国伯、食邑七百户身份与五千八百九十九人上明宗徽号，明宗御文明殿受册。八月，捧圣军使李行德、十将张俭指使边彦温诬告安重诲谋反。明宗不信诬告，立斩边彦温，御中兴殿时也听了赵凤的建议，族灭了李行德和张俭。但安重诲仍因久专大权被多人攻击，九月，明宗考虑换掉他，安重诲因而请辞。冯道认为安重诲最好的办法是辞去枢密使，赵凤却不同意，奏称安重诲这样的大臣不可轻易罢免。明宗同意了，仍留任安重诲为枢密使。
长兴二年（931年），明宗女婿石敬瑭指挥的后唐军对被认为因受到安重诲怀疑而叛乱的两位叛将西川节度使孟知祥和东川节度使董璋作战无功，安重诲请求亲往前线督战。但他一离京，凤翔节度使朱弘昭就指称安重诲意图夺取石敬瑭的军队。明宗召安重诲回洛阳，但安重诲还没到，就改任他为护国节度使，对一个权重如此的人而言，这完全是一个惊人的贬谪。安重诲安全不保，二月，赵凤试图救他，对明宗说：“安重诲是陛下的家臣，不会叛变，但行为不谨慎，被人谗言了。陛下不审察他的心思，他很快就要死了。”明宗认为赵凤和安重诲为党，很不悦。安重诲被勒令致仕并被杀害后，次年七月赵凤也被遣出京任检校太傅、安国节度使，仍保有同中书门下平章事为荣衔，而以太常卿李愚代之。赵凤在安国军时，将俸禄都分给将校宾客，自己不敛财，即使在危难之中，军民也服帖。表刘昫弟史馆修撰刘皞为节度判官。
先前，户部尚书李鏻从容表达自己想做宰相的意思，冯道、赵凤都怒其犯上，一同说他妄图拜相但人望不允。冯道、赵凤因青州从事王延是同乡，升为左补阙。史馆修撰何泽与赵凤有旧，数次私下求赵凤让他做给谏。赵凤鄙薄其为人，以为太常少卿。诏书未下，何泽先知道了，就自称新官，上表章自诉，表章下中书省，赵凤等说：“何泽未拜命而称新官，轻侮朝廷，请以法治罪。”于是何泽以太仆少卿致仕。

### 唐明宗身后
长兴四年（933年），明宗崩，子宋王李从厚继位，即闵帝。应顺元年（934年）闰正月，加赵凤爵邑。当年，闵帝的首席谋臣枢密使同平章事朱弘昭和同中书门下二品冯赟不希望河东节度使石敬瑭和凤翔节度使李从珂站稳脚跟，试图将他们都迁往他处。李从珂认为二人意不善而起兵，很快进军洛阳，迫使闵帝逃到卫州。赵凤集合宾佐军校，想不顾危险去卫州从驾，哭诉皇帝出奔事，军校们也愿意前往，但闵帝被李从珂派去的使者所杀的消息传来，故未成行。
李从珂随后夺取帝位，召赵凤回洛阳，八月，授太子太保荣衔。后赵凤有足疾，不能朝谒。病重了，他用《易经》给自己算命，但卦成时，他却将其投在地上，叹道：“我家世代没有活到五十岁的，而且贫贱。我已经活到了五十岁了，将相都当了，怎么还能指望多余的寿命呢？”数日后于清泰二年（935年）三月卒于家中。赠太傅。
赵凤性豁达，轻财重义，士友有告以穷厄的，必倾其所有资助，人士因此褒扬他。宾客朋友路过他家饮食，他从无倦色。

## 评价
- 《旧五代史》史臣曰：赵凤、李愚，咸以文学之名，俱践岩廊之位，校其贞节，愚复优焉。[2]